# گروه تاکاماتسو
گروه تاکاماتسو (انگلیسی: Takamatsu Group) شرکت ساخت‌وساز و مهندسی عمران ژاپنی است، که در سال ۱۹۱۷ توسط تومیکیچی تاکاماتسو تأسیس شد. گروه تاکاماتسو مالک قدیمی‌ترین شرکت جهان؛ کونگو گومی می‌باشد.
گروه تاکاماتسو یک شرکت خوشه‌ای از شرکت‌های ساختمانی و مهندسی عمران است که دفتر مرکزی آن در اوساکا، ژاپن واقع شده است. شرکت‌های تابعه آن در معماری ساختمان‌های بلند، تأسیسات بهداشتی و رفاهی، زیارتگاه‌ها و معابد و پروژه‌های مهندسی عمران عمومی مانند فرودگاه‌ها، بنادر، راه‌آهن، جاده‌ها و توسعه‌های مسکونی تخصص دارند.